# El Colomer
El Colomer ist eine zu Spanien gehörende felsige Insel im Mittelmeer.
Sie liegt etwa 50 Meter vor der Nordküste der zur Insel Mallorca gehörenden Halbinsel Formentor. Von Südwesten nach Nordosten misst sie etwa 300 Meter und erreicht eine Breite von ungefähr 100 Metern. Der höchste Punkt der Insel erreicht eine Höhe von 113 Metern.
El Colomer gehört zum Gemeindegebiet von Pollença, ist jedoch unbewohnt.